# Amaranthe (альбом)
«Amaranthe» — перший студійний альбом шведського павер-металкор-гурту Amaranthe. Реліз відбувся 13 квітня 2011 (на iTunes реліз 11 квітня 2011). Альбом досяг 35 місця на шведському чарті та 16 місця на фінському. Також альбом зайшов до японського чарту Japanese Import та зайняв 39 місце, обганяючи Леді Гагу.
Розширене видання вийшло у жовтні 2011 та містило два бонусних треки і DVD.

## Список композицій
| #   | Назва                     | Автор слів                          | Автор музики                          | Тривалість |
| --- | ------------------------- | ----------------------------------- | ------------------------------------- | ---------- |
| 1.  | «Leave Everything Behind» | Олоф Морк, Jake E. Lundberg         | Mörck, Lundberg                       | 3:19       |
| 2.  | «Hunger»                  | Mörck, Lundberg, Andreas Solveström | Mörck, Lundberg, Еліз Рюд, Solveström | 3:13       |
| 3.  | «1.000.000 Lightyears»    | Mörck, Lundberg, Ryd, Solveström    | Mörck, Ryd                            | 3:16       |
| 4.  | «Automatic»               | Mörck, Lundberg, Ryd, Solveström    | Mörck, Ryd                            | 3:26       |
| 5.  | «My Transition»           | Mörck, Lundberg                     | Mörck                                 | 3:50       |
| 6.  | «Amaranthine»             | Mörck, Lundberg, Solveström         | Mörck, Lundberg                       | 3:30       |
| 7.  | «Rain»                    | Mörck, Lundberg                     | Mörck, Lundberg                       | 3:45       |
| 8.  | «Call Out My Name»        | Mörck, Lundberg                     | Mörck, Lundberg                       | 3:17       |
| 9.  | «Enter the Maze»          | Mörck, Lundberg                     | Mörck, Lundberg                       | 4:05       |
| 10. | «Director's Cut»          | Mörck, Lundberg                     | Mörck, Lundberg                       | 4:44       |
| 11. | «Act of Desperation»      | Mörck                               | Mörck, Ryd                            | 3:05       |
| 12. | «Serendipity»             | Mörck, Lundberg, Ryd, Solveström    | Mörck, Ryd                            | 3:26       |

| Розширене видання | Розширене видання       | Розширене видання                | Розширене видання | Розширене видання |
| #                 | Назва                   | Автор слів                       | Автор музики      | Тривалість        |
| ----------------- | ----------------------- | -------------------------------- | ----------------- | ----------------- |
| 13.               | «Breaking Point»        | Mörck, Lundberg, Ryd, Solveström | Mörck, Ryd        | 3:41              |
| 14.               | «A Splinter in My Soul» | Mörck, Lundberg, Solveström      | Mörck, Lundberg   | 3:42              |
| 50:19             |                         |                                  |                   |                   |

| Спеціальне видання для США | Спеціальне видання для США                              | Спеціальне видання для США |
| #                          | Назва                                                   | Тривалість                 |
| -------------------------- | ------------------------------------------------------- | -------------------------- |
| 13.                        | «Breaking Point»                                        | 3:41                       |
| 14.                        | «A Splinter in My Soul»                                 | 3:44                       |
| 15.                        | «Amaranthine» (acoustic)                                | 3:09                       |
| 16.                        | «Leave Everything Behind» (Power rock acoustic version) | 3:18                       |
| 56:46                      |                                                         |                            |

### DVD
Музичні відео
- Hunger
- Amaranthine

Екстра
- Поза сценою — Створення «Hunger»
- Документальний фільм європейського турне 2011
- Студійні щоденнику запису альбому

## Учасники запису
- Еліз Рюд — чистий жіночий вокал
- Джейк І. Лундберг — чистий чоловічий вокал
- Андреас Сольвестром — гроулінг
- Олоф Морк — гітара, клавішні
- Йоган Андреассен — бас-гітара
- Мортен Лове Сорен — ударні

## Чарти
| Чарт (2011)           | Місце |
| --------------------- | ----- |
| Japanese Albums Chart | 39    |
| Finnish Albums Chart  | 16    |
| Swedish Albums Chart  | 35    |

## Історія релізів
| Країна | Дата             |
| ------ | ---------------- |
| ЄС     | 13 квітня 2011   |
| Японія | 8 червня 2011    |
| США    | 6 листопада 2012 |